# Kaivantosaari
Kaivantosaari är en ö i Finland. Den ligger i sjön Suontee och i kommunerna Joutsa och Hirvensalmi och landskapen  Mellersta Finland och Södra Savolax, i den södra delen av landet, 180 km nordost om huvudstaden Helsingfors. Öns area är 22,7 hektar och dess största längd är 1 kilometer i nord-sydlig riktning.